# Всё наоборот (фильм, 1981)
«Всё наоборот» — советский художественный фильм режиссёров Виталия Фетисова и Владимира Грамматикова.

## Сюжет
Москва. Десятиклассники Андрей (Михаил Ефремов) и Наташа (Ольга Машная), случайно встретившись на улице, влюбляются друг в друга. Друг Андрея даёт советы, как завоевать спутницу, подруга Наташи — как сначала проверить чувства возлюбленного. Внезапно вспыхнувший роман сопровождается красивыми ухаживаниями со стороны Андрея, и влюблённые решают пожениться. Однако бытовые проблемы вмешиваются в бурный роман, появляются споры и обиды. В это время родители школьников, поначалу сопротивляясь, в конце концов договариваются между собой оказать поддержку своим детям. Но к этому времени Андрей и Наташа успевают окончательно разочароваться в перспективах взрослой жизни и решают расстаться.

## В ролях
- Ольга Машная — Наташа
- Олег Табаков — Борис Степанович, папа
- Светлана Немоляева — Светлана Николаевна, мама
- Михаил Ефремов — Андрей
- Александр Пашутин — Николай Семёнович, папа
- Лилия Захарова — Лёля, мама
- Альфия Хабибулина — Люба, подруга Наташи (озвучивала Наталья Рычагова)
- Игорь Штернберг — Боб, друг Андрея
- Владимир Грамматиков — владелец «Жигулей»
- Авангард Леонтьев — Лев Борисович, физрук

## Съёмочная группа
- Автор сценария — Павел Лунгин
- Режиссёры-постановщики: Виталий Фетисов, Владимир Грамматиков
- Главный оператор — Александр Гарибян
- Художник-постановщик — Евгений Штапенко
- Композитор — Марк Минков
- Текст песен Юрия Энтина
- Исполнение песен: Геннадий Трофимов, Жанна Рождественская

## Восприятие
Как отмечал Александр Фёдоров, «В этой комедии о девятиклассниках отсутствует атмосфера школьной жизни… Весь фильм держится на стержне, известном ещё со времён „Домика в Коломне“: родители стремятся оградить свою дочь от дружбы (тем паче — от любви!) с одноклассником. Тогда он переодевается в женское платье и приходит к девочке под видом подруги… Родителей играют хорошие актёры Олег Табаков („Гори, гори, моя звезда“) и Светлана Немоляева („Служебный роман“). Но финал ленты, укладывающийся в строки из песни „Первая любовь придёт и уйдёт“ сводит на „нет“ актёрские усилия».